# Bomba kobaltowa

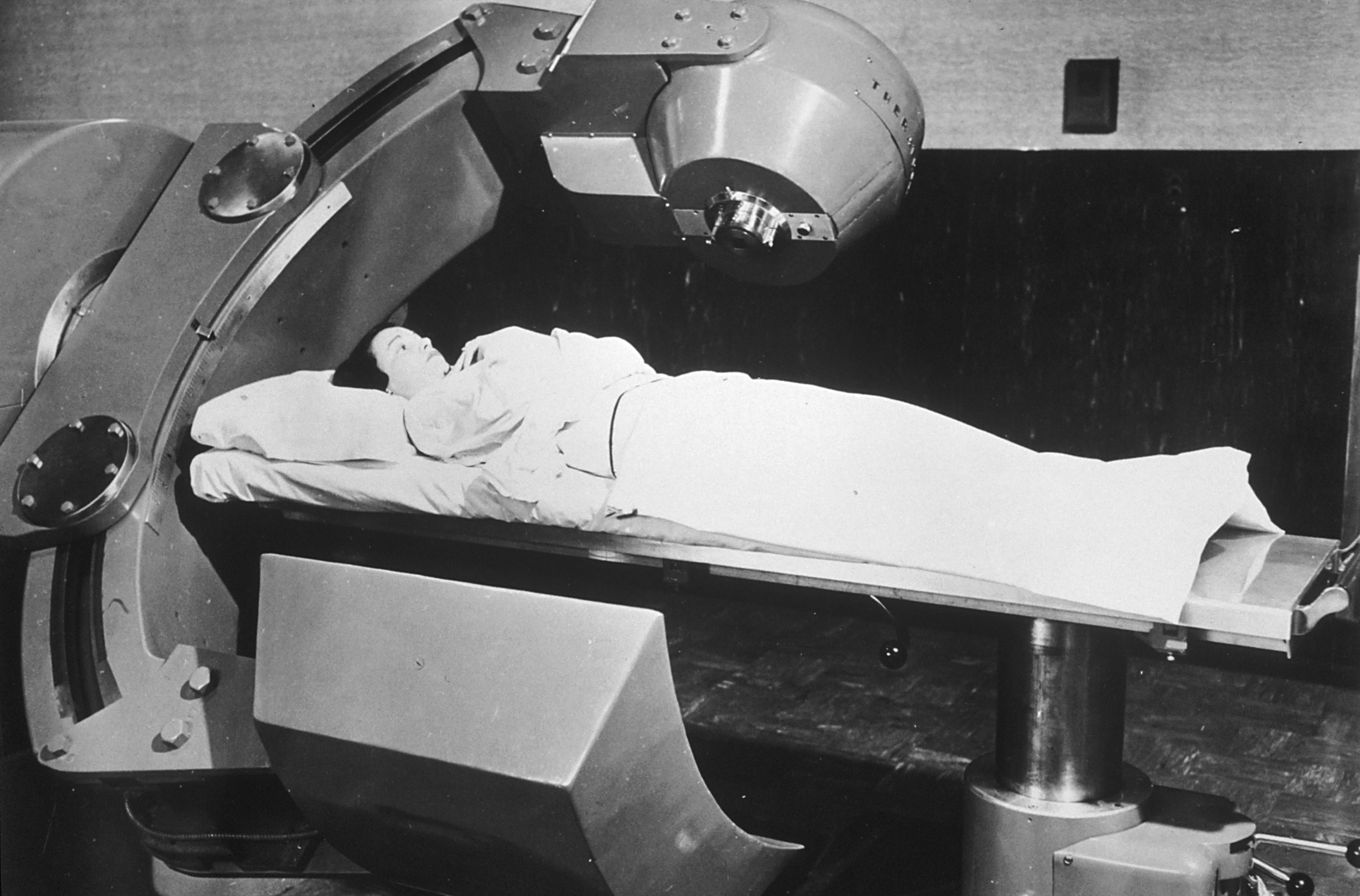
Pacjentka poddawana terapii promieniowaniem gamma emitowanym przez bombę kobaltową

Bomba kobaltowa – urządzenie do teleradioterapii lub napromieniowywania przedmiotów promieniami gamma (γ) o energiach 1,17 i 1,33 MeV, emitowanymi przez izotop kobaltu 60Co o aktywności rzędu 1013–1014 Bq. Ze względu na dużą przenikliwość promieniowania gamma aktywny kobalt jest otoczony grubą osłoną z ołowiu, w której znajdują się kanały wyprowadzające na zewnątrz wiązkę promieniowania. Bomba kobaltowa może też być wyposażona w mechanizm umożliwiający zdalną manipulację próbkami bez narażania operatora na promieniowanie. Bomba kobaltowa jest stosowana w lecznictwie do zwalczania chorób nowotworowych, w defektoskopii, do sterylizacji żywności oraz w chemii radiacyjnej, do badań procesów fizykochemicznych zachodzących podczas napromieniowywania wysokoenergetycznymi kwantami gamma prostych i złożonych układów chemicznych.
Nazwą tą określana jest także broń jądrowa z płaszczem kobaltowym.
Montaż pierwszej wykonanej w Polsce bomby kobaltowej zakończył się w maju 1959 roku w Państwowym Zakładzie Higieny w Warszawie.